# Alexander Becht
Alexander Becht (Marburg, 8 januari 1986) is een Duits acteur.
Na de middelbare school volgde Becht een acteeropleiding in Regensburg. Sinds oktober 2007 is hij dagelijks te zien als Leonard Cöster in de Duitse soapserie Gute Zeiten, Schlechte Zeiten. In 2008 speelde hij een hoofdrol als Ernst Scholten in een verfilming van Die Brücke. Becht woont in Potsdam.

## Filmografie
| 2022 | Blutige Anfänger (Ep.-hoofdrol)                      | Irina Popow          | ZDF-serie                |
| 2020 | Soko Stuttgart (Ep.-hoofdrol)                        | Patrick Winczewski   | ZDF-serie                |
| 2018 | Soko Potsdam - Ein dreckiges Spiel                   | Stefan Bühling       | ZDF-serie                |
|      | Tierärztin Dr. Mertens - Nachwuchs (doorlopende rol) | Heidi Kranz          | ARD-serie                |
|      | Soko Wismar (Ep.-hoofdrol)                           | Esther Wenger        | ZDF-serie                |
| 2017 | Letzte Spur Berlin - Unvergessen                     | Christoph Stark      | ZDF-serie                |
|      | Notruf Hafenkante (Ep.-hoofdrol)                     | Dietmar Klein        | ZDF-serie                |
|      | Tierärztin Dr. Mertens - Ausklang (doorlopende rol)  | Thomas Durchschlag   | ARD-serie                |
| 2016 | Böse Wetter                                          | Johannes Grieser     | ARD-televisiefilm        |
|      | Der Staatsanwalt (Ep.-hoofdrol)                      | Johannes Grieser     | ZDF-serie                |
| 2015 | Soko Stuttgart (Ep.-hoofdrol)                        | Christoph Eichhorn   | ZDF-serie                |
| 2014 | Schatten der Vergangenheit (HR)                      | S. Kreutzer/M. Kloth | Bioscoop                 |
|      | Engelsbua (AT) (hoofdrol)                            | Sarah Koch           | Ovidfilms, bioscoop      |
|      | Wo willst Du hin, Habibi ? (AT)                      | Tor Iben             | Duellmann-film, bioscoop |
| 2013 | Das Adlon-Eine Familiensaga (hoofdrol)               | Uli Edel             | ZDF-meerdeler            |
|      | Die Bergretter (Ep.-hoofdrol)                        | Dirk Pientka         | ZDF-serie                |
|      | Morden im Norden (Ep.-hoofdrol)                      | Dirk Pientka         | ARD-serie                |
|      | Notruf Hafenkante (Ep.-hoofdrol)                     | Oren Schmuckler      | ZDF-serie                |
| 2012 | Schuld sind immer die anderen                        | Lars-Gunnar Lotz     | FFL-film, bioscoop       |
|      | Versammelt (hoofdrol)                                | Christin Freitag     | dffb, eindfilm           |
|      | Forsthaus Falkenau (doorlopende hoofdrol)            | diverse              | ZDF-serie                |
| 2011 | Away (hoofdrol)                                      | Christian Gleich     | korte bioscoopfilm       |
|      | Forsthaus Falkenau (doorlopende hoofdrol)            | diverse              | ZDF-serie                |
| 2010 | Forsthaus Falkenau (doorlopende hoofdrol)            | diverse              | ZDF-serie                |
| 2009 | Blow Back (hoofdrol)                                 | Oliver Bender        | korte bioscoopfilm       |
| 2008 | Die Brücke (hoofdrol)                                | Wolfgang Panzer      | Pro 7, TV Movie          |

### Theater (selectie)
| Jahr        | Titel                                | Regie              | Produktion                   |
| ----------- | ------------------------------------ | ------------------ | ---------------------------- |
| 2009 - 2010 | Viel Lärm um nichts (Don Juan)       | Nina Claassen      | Theater am Mondsee, Salzburg |
| 2009        | Don Camillo und Peppone (misdienaar) | Peter Shaffer      | Stadttheater Regensburg      |
|             | Trotz aller Therapie (Bruce)         | Meike Fabian       | Stadttheater Regensburg      |
| 2008 - 09   | Amadeus (steward)                    | Peter Shaffer      | Stadttheater Regensburg      |
| 2007        | Frühlingserwachen (Melchior)         | Michael Blumenthal | Stadttheater Regensburg      |